# Chiesa di Santa Vittoria (Santa Vittoria in Matenano)
La chiesa di Santa Vittoria, anche nota come santuario di Santa Vittoria, è la chiesa collegiata parrocchiale patronale a Santa Vittoria in Matenano in provincia di Fermo nelle Marche. Conserva nella cripta l'arca marmorea che contiene i resti della santa. L'edificio risale al XVIII secolo.

## Storia
Santa Vittoria in Matenano divenne libero comune nel secolo XIII e intanto presso il monastero di Santa Vittoria, il 20 giugno 934, erano già stati traslati i resti della patrona. Nei primi tempi il monastero fu sede vicaria dell'abbazia di Farfa. 
Tale struttura venne demolita per edificare la nuova chiesa della collegiata di Santa Vittoria a partire dal 1741 su progetto di Pietro Augustoni di Como. Venne aperta al culto appena edificata e nel 1943 fu elevata a dignità di santuario.

## Descrizione

### Esterni
La chiesa si trova in posizione elevata nel comune di Santa Vittoria in Matenano alla quale si accede da una scalinata. La facciata tardo settecentesca a due ordini, realizzata tra 1783 e1793, presenta un portale con timpano curvo nel registro inferiore, una grande finestra in quello superiore ed è conclusa da un timpano.

### Interni
L'interno della chiesa è a navata unica, le pareti della quale sono aperte in cappelle poco profonde. Tra di esse sono nicchie ospitanti statue di Santi che sono opera dello scultore Domenico Fontana come gli stucchi degli altari laterali e gli altorilievi nei pennacchi della cupola con i Quattro Dottori della Chiesa, Sant'Agostino, Sant'Ambrogio, San Gerolamo e San Gregorio, eseguiti nel 1790. 
Agli altari sono diverse opere, come le tele raffiguranti la Predicazione di San Giovanni Battista realizzata nel 1612 del guercinesco Sebastiano Ghezzi, la Madonna del Rosario con i santi Caterina e Domenico di Alessandro Ricci e le Stimmate di San Francesco di Giuseppe Bastiani, del 1589, trasferita dalla Chiesa di San Francesco nel 1861.
La pala d'altare nel presbiterio raffigura L'Ultima Cena con gli Apostoli, opera di Giuseppe Mistichelli dipinta nel 1790. Il coro in legno del 1793 è opera di Domenico Brunetti mentre l'organo è stato realizzato da Sebastiano Vici da Montecarotto. Nella cripta sotto la sala è conservata la tomba in travertino con le spoglie di Santa Vittoria.